# Promnitz (Bach)
Die Promnitz wird im Oberlauf als Ilschengraben bezeichnet und entspringt in den Wiesen südlich des Autobahndreiecks Dresden-Nord. In der Nähe von Volkersdorf, Bärnsdorf und Berbisdorf, in denen Überschwemmungen früher zum Teil beträchtliche Schäden anrichteten, erreichen sie Zuflüsse von Westen (unter anderem Bartlake und Jähnertbach). Weitere westliche Zuflüsse entwässern die Waldteiche, die Großteiche und den Frauenteich. Die Promnitz ist damit der wichtigste Vorfluter der Moritzburger Teiche sowie der zahlreichen Gräben aus den nassen Senken und Wannen der Moritzburger Kleinkuppenlandschaft. Ein Stück unterhalb von Radeburg mündet sie in die Große Röder.